# Hipòtesi dels kurgans

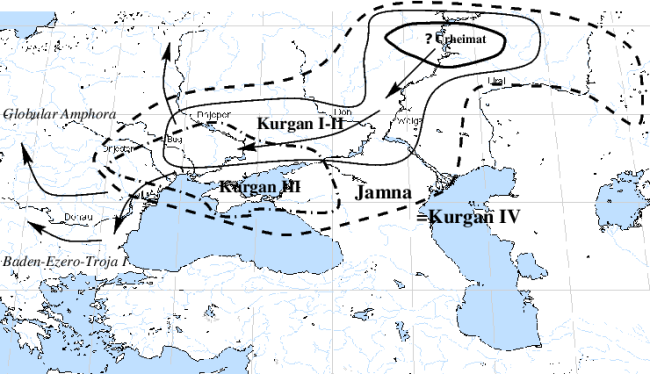
Perspectiva de la hipòtesi dels kurgans

Al 1956, l'arqueòloga lituana Marija Gimbutas (1921-1994) presentà la seua hipòtesi dels kurgans, que combinava arqueologia i lingüística per situar l'indret originari (urheimat) dels pobles parlants del protoindoeuropeu. Gimbutas anomenà el conjunt de cultures en qüestió «cultura dels kurgans» (paraula russa presa de llengües turqueses i utilitzada per a determinar uns túmuls sepulcrals) i va seguir la seua suposada difusió per Europa.
La hipòtesi tingué un impacte significatiu en els estudis protoindoeuropeus. Els investigadors que estaven d'acord amb Gimbutas identificaven la cultura dels kurgans ―també coneguda amb el nom de cultura iamna― com el reflex d'una societat protoindoeuropea primerenca que existí a les estepes del Pont des del V mil·lenni al III mil·lenni ae.

## Introducció
La hipòtesi dels kurgans com l'origen dels pobles indoeuropeus assumia una expansió gradual de la cultura arqueològica dels kurgans fins a abastar totes les estepes de la mar Negra ―Kurgan IV―, i s'identificava amb la cultura iamna entre el IV i III mil·lenni ae. La següent expansió allén les estepes s'identificà amb unes cultures híbrides, com la cultura de les àmfores globulars a l'oest, la migració de protogrecs als Balcans i les cultures indoiranianes nòmades cap a l'est sobre el 2500 ae. La domesticació del cavall i després el primerenc ús del carro s'han considerat els factors principals de l'augment de mobilitat dels grups dels kurgans i de les seues preteses victòries militars, facilitant-los l'expansió sobre la zona del grup de Iamna. En la hipòtesi dels kurgans, la totalitat de les estepes del Pont es consideren l'urheimat (llar original) de l'indoeuropeu i s'hi hauria parlat un conjunt de dialectes del protoindoeuropeu tardà. La zona propera al Volga ―etiquetada com a urheimat al mapa superior― marca el lloc on s'han trobat les restes més antigues de la muntura del cavall (la cultura de Samara (vegeu també la cultura de Sredny Stog), que podrien correspondre a un nucli lingüístic primerenc o anterior del V mil·lenni ae.

## Etapes de l'expansió

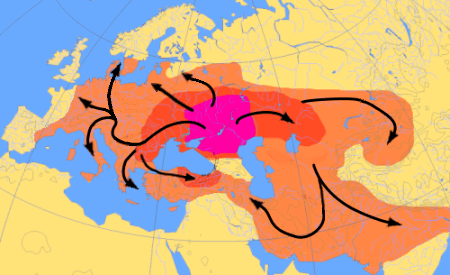
Mapa de les migracions indoeuropees des del 4000 ae al 1000 ae d'acord amb el «model Kurgan». La migració anatòlica (indicada amb una fletxa puntejada) podria haver tingut lloc pel Caucas o pels Balcans. L'àrea porpra correspon al supòsit urheimat (cultura de Samara, cultura de Sredny Stog). L'àrea vermella correspon a la zona on s'haurien assentat els pobles indoeuropeus fins a prop del 2500 ae aproximadament, i l'àrea taronja prop del 1000 ae

La idea original de Gimbutas identificava quatre etapes successives de pobles kurgans:
- Kurgan I, regió del Dnieper/Volga, primera meitat del IV mil·lenni ae. Aparentment evoluciona des de les cultures de la conca del Volga. Hi inclogué com a subgrups els complexos culturals de Samara i Seroglazovo.
- Kurgan II-III, segona meitat del IV mil·lenni ae. Inclou els grups de Sredny Stog i de Maykop del nord del Caucas. S'hi associen cromlecs, primitius carros de dues rodes i esteles pètries antropomòrfiques de deïtats.
- Kurgan IV (cultura iamna o cultura de les catacumbes), primera meitat del III mil·lenni ae; abasta tota la zona de les estepes des del riu Ural fins a Romania.

Així mateix, creia que n'hi hagué tres onades d'expansió successives:
- Primera onada, antecedeix a Kurgan I: expansió des del baix Volga fins al Dnieper, i duu a la coexistència de Kurgan I i la cultura de Cucuteni. Les repercussions de les migracions s'estenen fins als Balcans i al llarg del Danubi; afecten els complexos de Vinca i Lengiel a Hongria.
- Segona onada, a mitjan IV mil·lenni ae: s'origina a partir de la cultura de Maykop i degué produir una sèrie de cultures híbrides «kurganitzades» al nord d'Europa al voltant de l'any 3000 ae (cultura de l'àmfora globular, cultura de Baden, i cultura de la ceràmica cordada). Per a Gimbutas, això es correspondria amb la primera intrusió de les llengües indoeuropees a l'oest i nord d'Europa.
- Tercera onada, 3000-2800 ae: expansió dels grups de Iamna més enllà de les estepes, amb l'aparició de característiques pròpies en indrets tan llunyans com les modernes Romania, Bulgària i Hongria oriental.

## Línia temporal

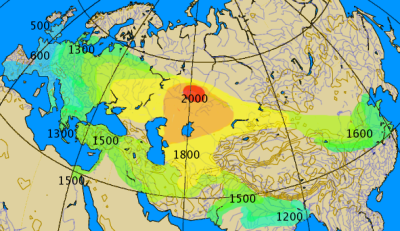
Expansió històrica del carro. Indica els anys ae

- 4500-4000 ae: protoindoeuropeu primerenc. Cultura de Sredny Stog, de Dnieper-Donets i de Samara, domesticació del cavall (primera onada).
- 4000-3500 ae: la cultura de Iamna, la cultura prototípica de constructors de kurgans, emergí a l'estepa, i la cultura de Maykop al Caucas septentrional. Els models de l'indohitita postulen la separació del protoanatoli abans d'aquest període.
- 3500-3000 ae: protoindoeuropeu mitjà. La cultura de Iamna es trobava en el clímax: aquest moment es considera el clàssic de la societat protoindoeuropea, amb ídols de pedra (esteles ucraïneses), protocarros de dues rodes, estructura familiar patriarcal, a més de poblats permanents fortificats en posicions elevades (cultura de castres). Subsisteixen de l'agricultura i la pesca. El contacte de la cultura de Iamna amb les cultures de l'Europa neolítica tardana donen com a resultat les cultures kurganitzades de l'àmfora globular i de Baden (segona onada). La cultura de Maykop mostra les evidències més antigues de l'inici de l'edat de bronze, i objectes i armes de bronze entren al territori de Iamna. Probable començament de la satemització.
- 3000-2500 ae: protoindoeuropeu tardà. La cultura de Iamna s'estén per tota l'estepa del Pont (tercera onada). La cultura de la ceràmica cordada va del Rin al Volga. Es correspon amb l'última fase d'unitat indoeuropea, la vasta regió "kurganitzada" es divideix en llengües i cultures, encara en feble contacte, i permet la difusió de tecnologia i préstecs antics entre els grups, tret de les branques anatòlica i tokhari, que ja estaven aïllades. La separació centum-satem probablement s'ha completat, però les tendències fonètiques de la satemització romanen actives.
- 2500-2000 ae: La separació en protollengües dels diferents dialectes coneguts es completa. El protogrec es parla als Balcans, el protoindoiranià al nord de la mar Càspia, en l'emergent cultura d'Andrónovo. L'edat de bronze arriba a Europa central, amb la cultura del vas campaniforme, probablement composta de diversos dialectes centum. Les mòmies de Tarim es correspondrien amb els prototocaris.
- 2000-1500 ae: S'inventa el carro, la qual cosa possibilita la divisió i ràpida expansió de les llengües iranianes i indoàries des del complex arqueològic Bactriana-Margiana a grans regions de l'Àsia central, Índia septentrional, Iran i Anatòlia oriental. El protoanatòlic se separa en hitita i luvi. La cultura preprotocelta d'Unetice desenvolupa una indústria del metall (disc celeste de Nebra).
- 1500-1000 ae: en l'edat del bronze nòrdica s'estableixen les cultures preprotogermàniques i preprotoceltes dels Camps d'urnes i Hallstatt a Europa central, donant pas a l'edat del ferro. Els protoitàlics migren a la península Itàlica (estela de Bagnolo). Composició del Rigveda i naixement de la cultura vèdica al Pakistan. La civilització micènica dona pas a l'Edat fosca grega.
- 1000 ae-500 ae: les llengües cèltiques s'expandeixen per Europa central i occidental. Aparició de l'idioma protogermànic. Homer i el començament de l'antiguitat clàssica. A l'Índia, la civilització vèdica dona pas als regnes Mahajanapades. Zaratustra compon l'Avesta, l'Imperi aquemènida ascendeix, en detriment d'elamites i babilonis. Els armenis desenvolupen la cultura d'Urartu. Separació del protoitàlic en oscoúmbric i llatí-falisc. Creació dels alfabets grec i itàlic arcaics. Al sud d'Europa es parlen llengües paleobalcàniques. Les llengües anatòliques es troben en reculada, fins a arribar a l'extinció.

## Urheimat secundari
S'ha proposat la cultura «kurganitzada» de l'àmfora globular com un urheimat secundari, que se separà en la cultura del vas campaniforme i de la ceràmica cordada al 2300 ae. D'aquest nucli d'indoeuropeïtzació podrien procedir la majoria de llengües indoeuropees d'Europa: les llengües itàliques, cèltiques, germàniques i altres grups parcialment o totalment extints, com les llengües paleobalcàniques i de Centreeuropa. A això podria afegir-se el protomicènic.
A les estepes, suposat urheimat primari, seguiria havent-hi parlants d'indoeuropeu. Hi hauria per tant dos nuclis principals d'indoeuropeïtzació, cadascun seguint una evolució independent: l'urheimat secundari o «complex europeu», fonamentalment centum, i l'urheimat primari, satem després de la separació, del qual encara partirien tribus, com les iranianes i les indoàries. Les llengües iranianes (com l'antic escita o l'osseta) poden considerar-se hereves de la llengua indoeuropea original parlada per tribus que mai abandonaren la seua llar primigènia.

## Diferències d'interpretació
Marija Gimbutas veia l'expansió de la cultura dels kurgans com una sèrie d'invasions militars, en què una nova cultura guerrera s'imposava a les menys bèl·liques matriarcals de la vella Europa, i les reemplaçava per una societat més agressiva i patriarcal, en un procés visibilitzat per l'aparició de poblats fortificats i elevats, i per la presència de tombes de caps militars:
| « | El procés d'indoeuropeïtzació fou una transformació cultural, no física. S'ha d'entendre com una victòria militar que imposa un nou sistema administratiu, una nova llengua i una nova religió sobre els grups indígenes. | » |

En els seus darrers anys de vida, Gimbutas augmentà la naturalesa violenta d'aquesta transició des del culte mediterrani a la Dea Mare a una societat patriarcal i al culte d'un bel·licós déu del tro (Zeus, Diaus). Molts estudiosos que acceptaven l'escenari proposat de les migracions indoeuropees, però, mantenien que la transició fou prou més gradual i pacífica del que suggeria Gimbutas. Així, les migracions deixaren de ser vistes com unes operacions bèl·liques orquestrades, i sí com l'expansió de tribus i cultures inconnexes al llarg de moltes generacions. La manera en què les noves cultures s'imposaren a les indígenes (per assimilació pacífica o mitjançant la violència) continua sent un punt controvertit entre els estudiosos de la hipòtesi dels kurgans.
Actualment es tendeix més a destacar la diversitat cultural entre els grups kurgans i la continuïtat que s'aprecia a Centreeuropa des del Neolític fins a l'edat del bronze, que les idees de Gimbutas d'una "cultura kurgana" uniforme que provocà una ruptura amb els costums neolítics.J. P. Mallory vol considerar la hipòtesi dels kurgans com la teoria estàndard de facto sobre els orígens dels indoeuropeus, però creu vàlides les crítiques cap a l'escenari d'invasions militars sostingut per Gimbutas:
| « | Quasi tots els arguments sobre la invasió i la transformació cultural es poden explicar sense fer referència a l'expansió kurgànica. | » |

L'arqueòleg alemany Alexander Häusler ha criticat durament el concepte de Gimbutas d'«una» cultura kurgan que barreja diverses cultures diferents, com la cultura de Iamna.
Malgrat que l'escenari dels kurgans és acceptat com una de les solucions més plausibles al problema dels orígens indoeuropeus, té en contra ser un model especulatiu, no normatiu. Les principals alternatives suggerides són les teories de Colin Renfrew i Viacheslav Vsévolodovich Ivánov. La primera teoria postula un urheimat anatòlic (vegeu urheimat), i que l'expansió de les llengües indoeuropees fou resultat de l'expansió de l'agricultura. Aquesta visió implica una data més antiga del protoindoeuropeu (sobre 9000 anys en lloc de 6000), i entre els lingüistes troba prou menys suport que la teoria dels kurgans, sobre la base de la glotocronologia (encara que aquest mètode ha estat àmpliament rebutjat pel corrent principal de la lingüística històrica), i a la dificultat de acoblar la distribució geogràfica de les branques indoeuropees amb els avanços de l'agricultura.
Un estudi realitzat per Russell Gray i Quentin Atkinson de la Universitat d'Auckland el 2003, usant una tècnica completament diferent a la glotocronologia tradicional, apunta a un origen més primerenc del protoindoeuropeu que l'assumit en el model dels kurgans, sobre el VII mil·lenni ae, consistent amb l'urheimat anatòlic de Renfrew. Els seus resultats es basen en anàlisis de semblança màxima de la llista Swadesh.

## Genètica
Un haplogrup específic, el R1a1, definit pel marcador SNP M17 del cromosoma Y és associat per alguns amb la cultura dels kurgans. L'haplogrup R1a1 es troba actualment a Àsia occidental, Índia, i en les poblacions eslaves d'Europa de l'Est, però no és massa comú en estats d'Europa occidental (per exemple, a França i algunes parts de Gran Bretanya). Un 23,6% de suecs, un 16,5% de danesos i un 11% de lapons comparteixen aquest llinatge.
Ornella Semino i altres identificaren els haplotips R1b com a descendents d'una expansió des de la península Ibèrica després de l'últim període glacial (entre el 18000 i el 11000 ae) amb el R1a1 (la seua Eu19) enllaçat a l'expansió kurgànica. El R1b és freqüent a Europa occidental, especialment al País Basc, mentre que el R1a1 és més freqüent a Polònia, Ucraïna, Hongria i Rússia, i també s'observa al Pakistan, Índia i Àsia central.
Un altre estudi conclou que la població índia rebé un flux genètic "limitat" procedent de fonts externes des de l'holocé i suggereix que el R1a1 és originari d'Àsia occidental o meridional.
Un altre marcador amb correspondència propera a les migracions kurgàniques és la distribució de l'al·lel del grup sanguini B, mapejat pel genetista Luigi Lucca Cavalli-Sforza. La distribució d'aquest al·lel a Europa coincideix amb el mapa proposat de la cultura dels kurgans i la distribució de l'haplogrup R1a1 (YDNA).